# Cerro Ñielol
El cerro Ñielol (denominado Ge-lol por los mapuche, también llamado Parque Nacional de Turismo Cerro Ñielol entre 1939 y 1988, y Monumento Natural Cerro Ñielol desde 1988 hasta la actualidad) es un cerro perteneciente a la cadena de cerros  Ñielol-Huimpil y que se encuentra ubicado en el radio urbano de la ciudad de Temuco, Provincia de Cautín, Chile. Es parte de la Depresión intermedia.
Con una altura de entre 115 y 335 m s. n. m., es el punto más alto de la ciudad, y en sus 89 hectáreas se puede apreciar flora y fauna de la selva valdiviana, así como importantes hitos históricos y culturales de Temuco. Su entrada es por la avenida Arturo Prat, una de las calles principales de la urbe. Se encuentra a 7 cuadras de la Plaza de Armas. Es uno de los principales polos turísticos de Temuco.
Desde 2014; es parte de la Ruta Patrimonial Huellas de Pablo Neruda.

## Historia

### Historia prehispánica
El cerro, llamado Nge-lol por los mapuche, y el valle a sus pies eran un sector usado por este pueblo, debido a que era tierra fértil junto a un río. De este modo, la gente mapuche utilizaba al cerro como lugar para extracción de madera con la que se construían rucas. Además, era un sitio místico, de culto ceremonial, donde descifraban las extrañas formas del Kimün (sabiduría o conocimiento). El cerro era territorio del lonco Ralum-Koyam.

### Fundación del Fuerte Temuco

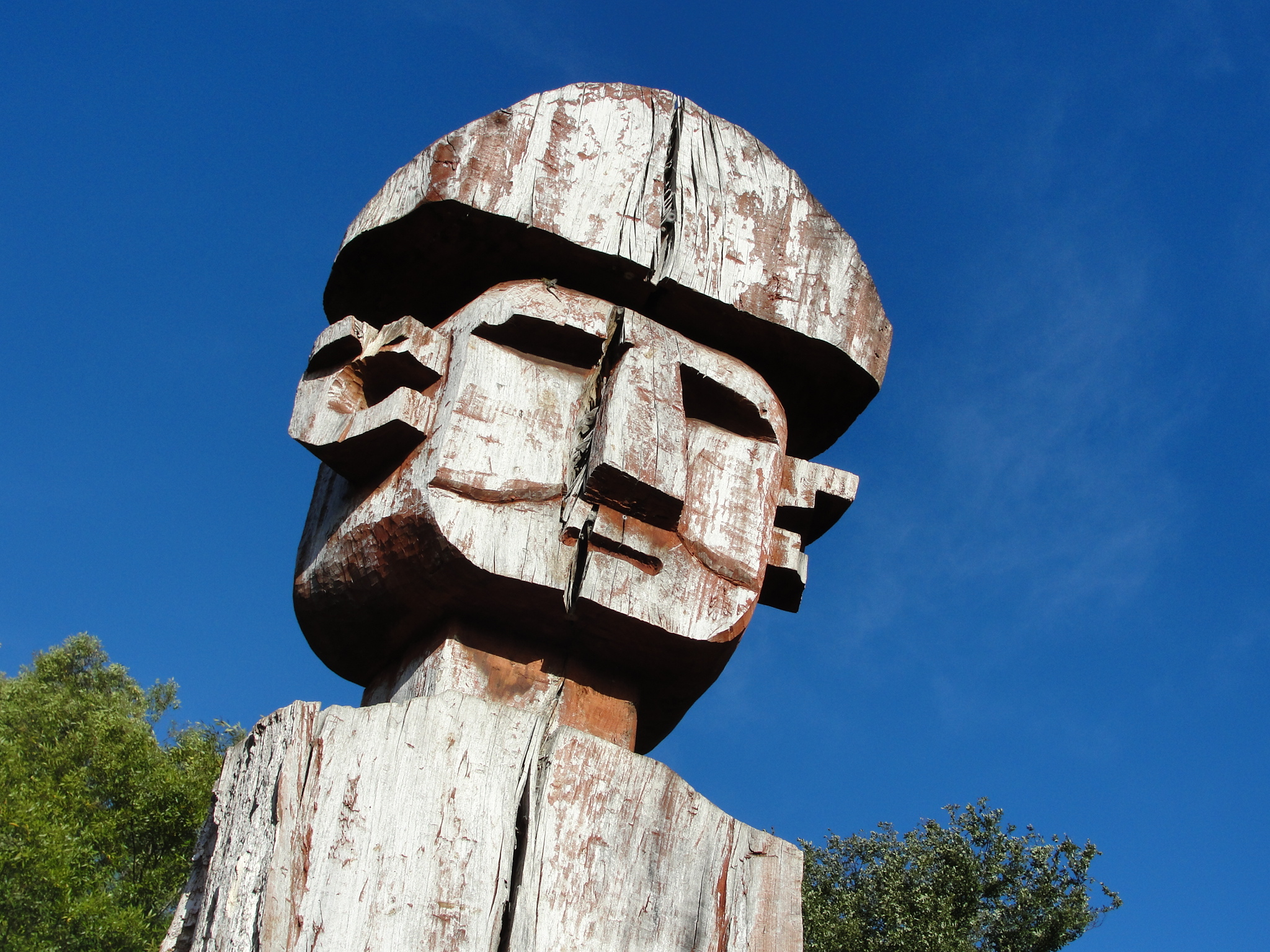
La Patagua del Armisticio.

El 24 de febrero de 1881, se reunieron en el cerro Ñielol los representantes mapuche con el Ejército de Chile, dirigido por el general Urrutia, para firmar un tratado de paz. Ese día, los indígenas cedieron parte de sus terrenos para que los colonos edificaran la ciudad, declarándose el armisticio. Se inició así la historia de Temuco, que por idea del ministro Manuel Recabarren Rencoret, se creó como un fuerte para la ocupación de La Araucanía. En el preciso lugar del cerro donde se llevó a cabo aquel parlamento entre los chilenos y el pueblo mapuche, existe un centro ceremonial con un chemamull (tótem antropomórfico de madera) denominado La Patagua del Armisticio.
Sociedad Amigos del Árbol
En el año 1938, un grupo de grupo de ciudadanos preocupados por la inminente amenaza de tala del cerro inspiró la formación de la Sociedad Amigos del Árbol , liderados por Luis Picasso B., Víctor Cecilio Vargas Bernal, Santiago Burgos N. y German Meza A. los cuales lucharon por su cuidado y preservación   

### Declaración como Monumento

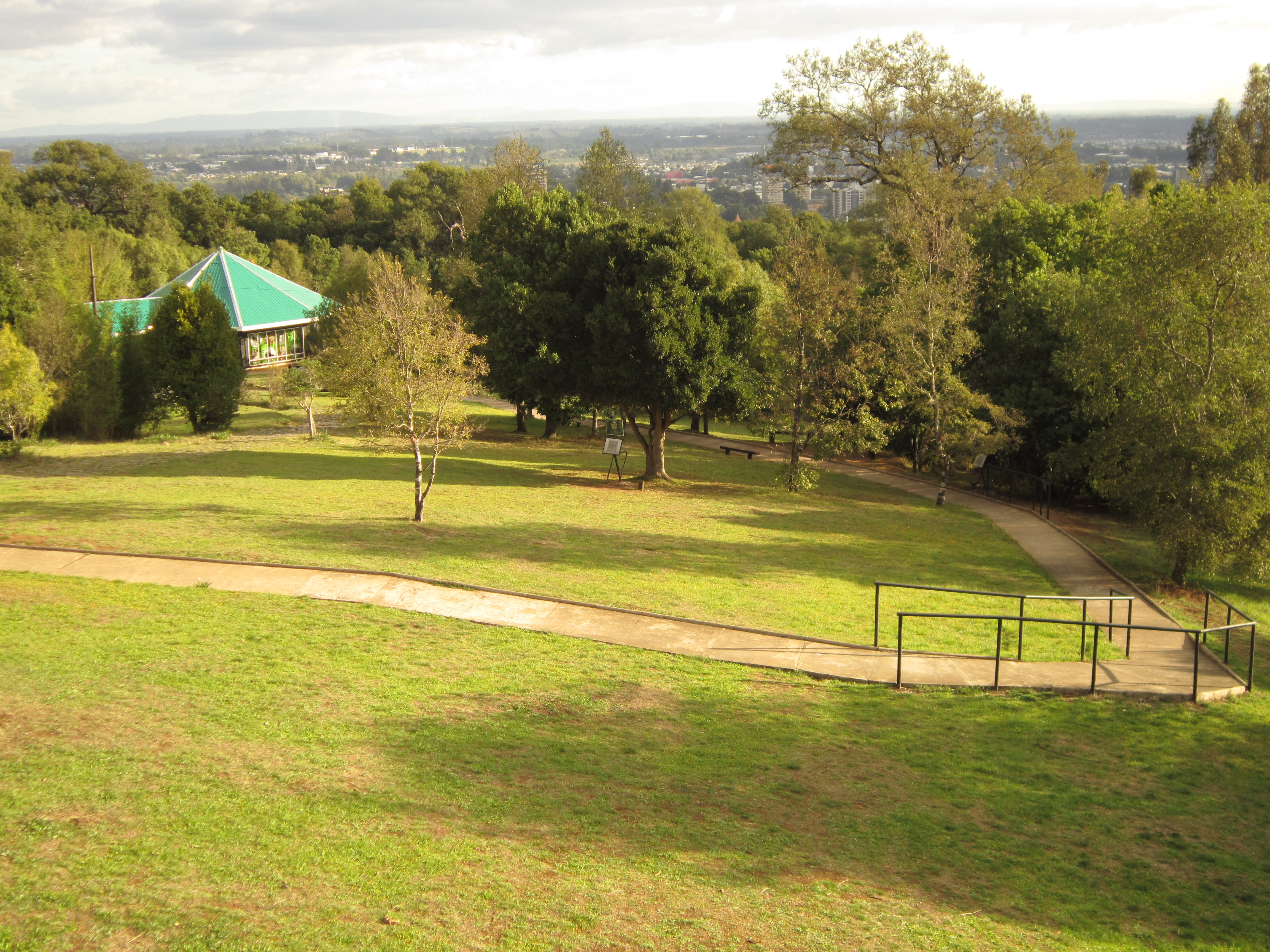
Centro ambiental y turístico del Monumento Natural Cerro Ñielol.

El cerro fue nombrado como parque nacional de Turismo Cerro Ñielol. Luego de años de expansión, la Sociedad de los Amigos del Árbol, por una idea de su creador, Luis Picasso Vallebuona, compra las tierras del cerro para que este no sea reforestado. Mediante Decreto Supremo N.º 617 del Ministerio de Bienes Nacionales del 3 de diciembre de 1987 se reclasifica el parque nacional a la categoría de Monumento Natural. Su cabida actual es de 89 hectáreas.

### Incendios de 2019
Durante el año 2019, el cerro Ñielol ha sufrido dos incendios forestales. El primero de ellos se declaró el día sábado 19 de enero, por el que se declaró alerta roja. Tres brigadas y cinco aeronaves lograron controlar el siniestro. Media hectárea de vegetación fue consumida.
El viernes 1 de febrero del mismo año, se inició una nueva emergencia, por la que otra vez se decretó alerta roja y, además, se cerró el acceso público al cerro desde las 15:00 horas (UTC−3) del sábado 2. Una brigada, un supervisor de la Corporación Nacional Forestal y miembros del Destacamento “Tucapel” trabajaron en apagar el fuego. el que consumió más de dos hectáreas de matorrales. Lamentablemente el cerro ñielol no se ha salvado del extraactivismo pues en la actualidad todo el sector que fue afectado por los incendios se encuentra con plantaciones de pino que representan un inminente peligro a la flora y fauna que se puede encontrar en el cerro.

## Clima
De acuerdo a la clasificación climática de Köppen, la unidad tiene el clima templado de verano seco, con una corta estación de sequía. La temperatura media anual es de 12 °C, la humedad relativa es de un 80% y la precipitación media anual es de 1.324,8 mm . Se presenta un período estival seco de aproximadamente dos meses.

## Geografía

### Hidrografía
En el monumento, solo existe una pequeña vertiente, que nace en la parte alta de este, la cual aumenta su caudal durante el período invernal. La unidad está incluida en la cuenca del río Imperial.

### Geomorfología
El monumento se ubica en el sector más austral del cordón Ñielol-Huimpil, al cual corresponde a una formación volcánica intrusiva, que prácticamente irrumpe en la depresión intermedia de la Región de La Araucanía.

## Medio ambiente
De acuerdo a la clasificación de Gajardo 1996, el Monumento Natural Cerro Ñielol está inserto en su totalidad en la Región de los Bosques Caducifolios y, dentro de esta, en la Subregión de los Bosques Caducifolios del Llano, comúnmente conocidos como el bosque de La Araucanía. El Cerro Ñielol se considera uno de los pocos relictos remanentes de la formación boscosa de la ecorregión valdiviana en la depresión intermedia de La Araucanía. En su flora, destacan el ñirre, el olivillo, el copihue, el raulí, el roble, el laurel, el boldo, el notro, el avellano, el canelo, el lleuque, el mañío y el tineo; y en su fauna, se encuentran la bandurria, el jote, el traro, el tiuque, el zorzal, el cernícalo, el chercán, el zorro, la liebre, el conejo y un conocido marsupial llamado monito del monte.

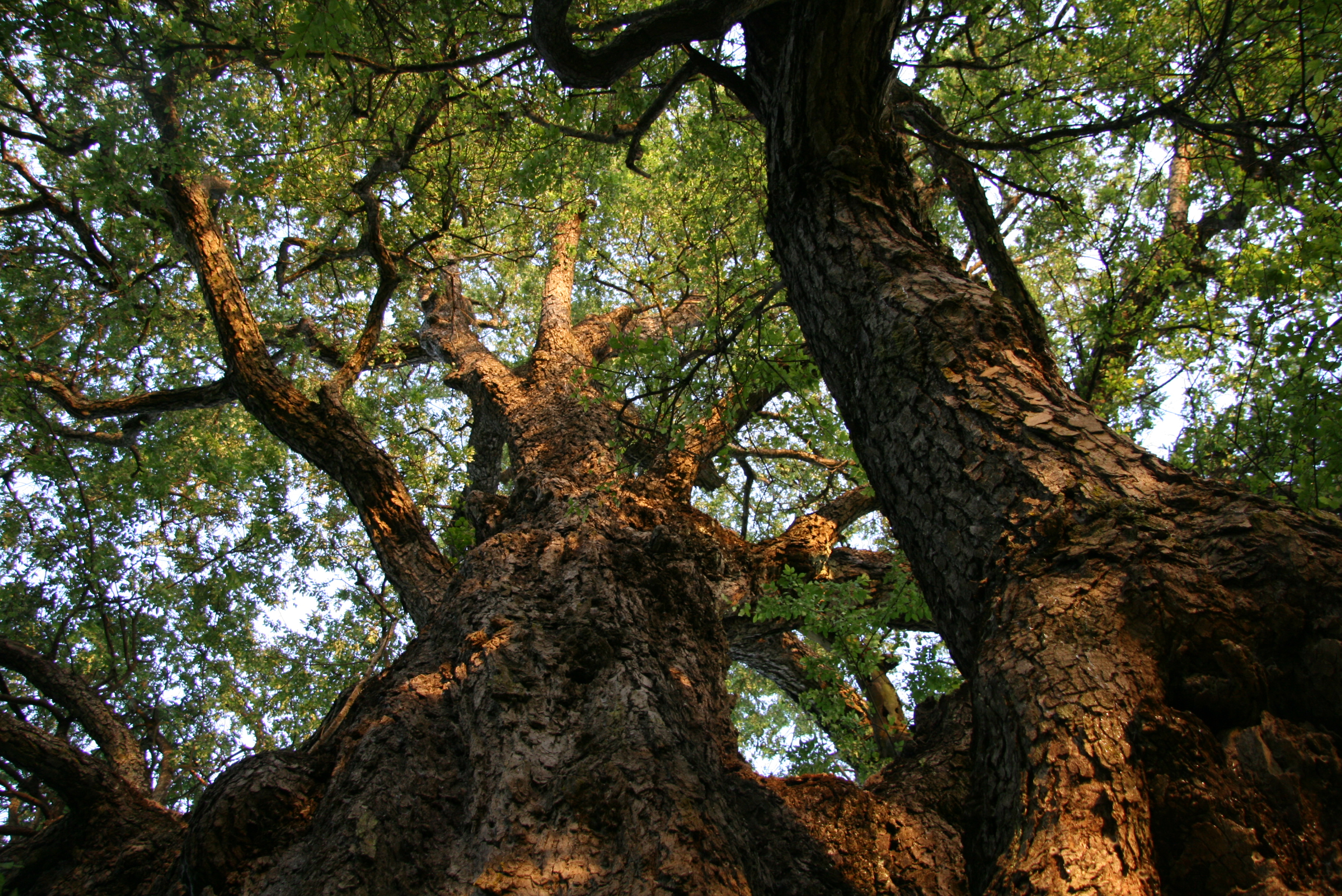
Roble (nothofagus obliqua).

| Especie       | Nombre científico           | Tipo  |
| ------------- | --------------------------- | ----- |
| Temu          | Blepharocalyx cruckshanksii | Común |
| Huillipatagua | Citronella mucronata        | Rara  |
| Lleuque       | Prumnopitys andina          | Rara  |
| Peumo         | Cryptocarya alba            | Rara  |
| Hualle        | Nothofagus obliqua          | Común |
| Avellano      | Gevuina avellana            | Común |
| Boldo         | Peumus boldus               | Común |
| Lingue        | Persea lingue               | Medio |
| Laurel        | Laurelia sempervirens       | Común |
| Ulmo          | Eucryphia cordifolia        | Medio |
| Arrayan       | Luma apiculata              | Medio |
| Araucaria     | Araucaria araucana          | Rara  |

| Especie                  | Nombre científico           | Tipo          |
| ------------------------ | --------------------------- | ------------- |
| Zorro Chilla             | Pseudalopex griseus         | Ina. conocida |
| Monito del Monte         | Dromiciops gliroides        | Raro          |
| Huiña                    | Leopardus guigna            | Raro          |
| Torcaza                  | Columba araucana            | Vulnerable    |
| Peuquito                 | Accipiter bicolor chilensis | Raro          |
| Aguilucho de cola Rojiza | Buteo ventralis             | Raro          |
| Golondrina               | Hirundo rustica             | Común         |
| Diuca                    | Diuca diuca                 | Común         |
| Picaflor chileno         | Sephanoides sephaniodes     | Común         |
| Ranita de Darwin         | Rhinoderma darwinii         | Amenazado     |
| Sapito de cuatro ojos    | Pleurodema thaul            | Común         |

## Acceso

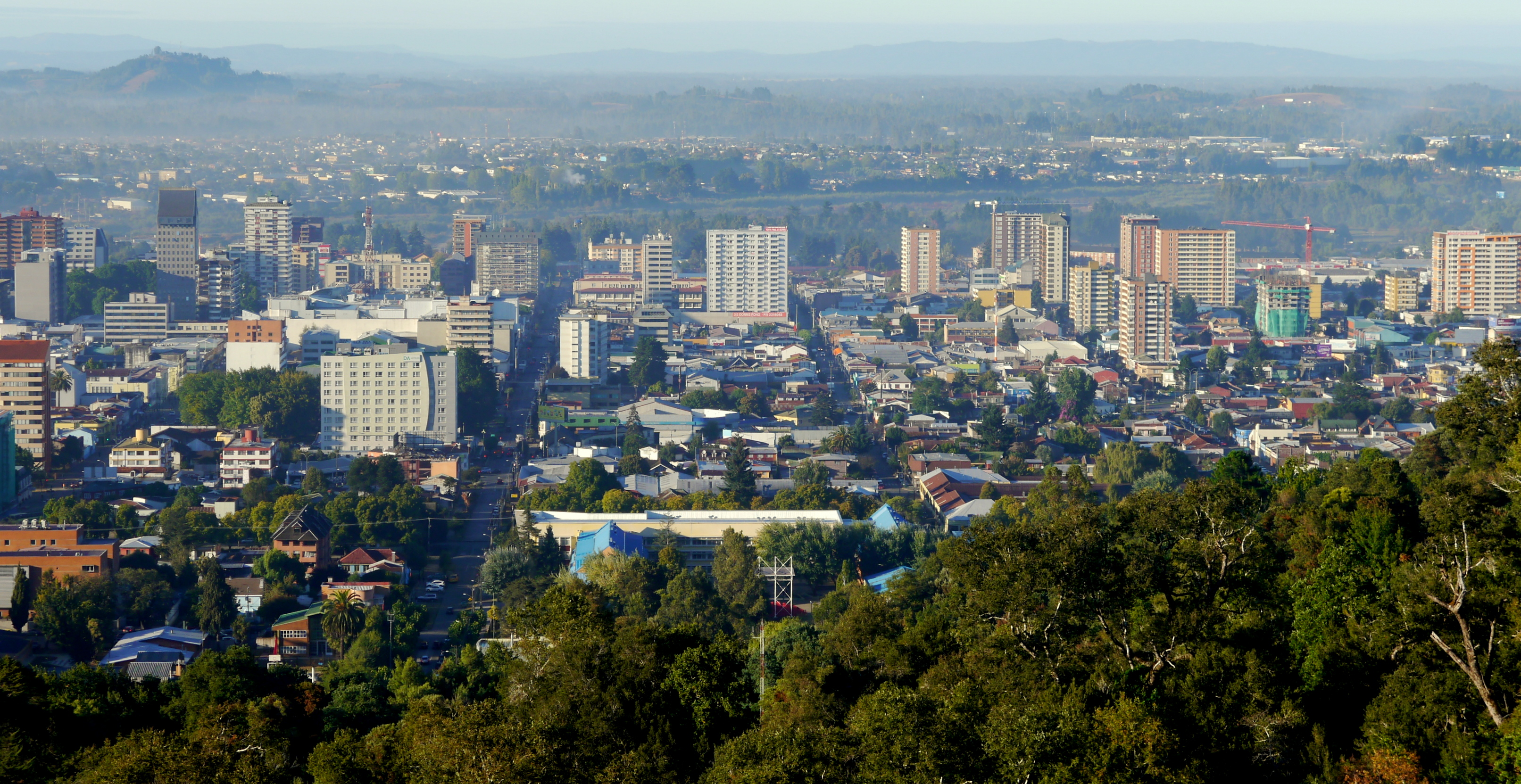
Vista de Temuco desde Cerro Ñielol.

El principal acceso es por la calle Arturo Prat. Posee un camino de subida y otro de bajada pavimentados, por lo que es transitable todo el año. Además, en los miradores existen estacionamientos, incluido el restaurante La Cumbre del Ñielol, desde donde se tiene una amplia vista de la zona céntrica de la ciudad de Temuco.
Para ingresar al Cerro Ñielol se debe cancelar una entrada. No obstante, desde el año 2011 los deportistas gozan de entrada liberada de lunes a domingo desde las 8 hasta las 10 horas de la mañana.

### Senderos
Existen 4 senderos por los cuales se puede conocer la flora del cerro. La mayoría son limpios y transitables todo el año. Entre sus atractivos sobresalen:
- Agua Santa: 750 m, 1 h.
- Puente de los Suspiros, Glorieta de Los Enamorados, La Patagua, lagunas Huapi y Los Patos: cuenta con centro de información ambiental, mirador, restaurante y sitios de pícnic.
- Los Copihues: 420 m, 30 min.
- Sendero Los Lotos, 980 m, 1 h.
- Sendero Huepil, 216 m.
- Sendero habilitado para discapacidades motrices.

## Visitantes
Este monumento natural recibe una gran cantidad de visitantes chilenos y extranjeros cada año.
| Año         | 2012   | 2013   | 2014   | 2015   | 2016   | 2017   | 2018   | 2019   | 2020   | 2021   | 2022   | 2023   | 2024   |
| ----------- | ------ | ------ | ------ | ------ | ------ | ------ | ------ | ------ | ------ | ------ | ------ | ------ | ------ |
| chilenos    | 83.277 | 84.080 | 71.880 | 73.159 | 66.533 | 54.211 | 62.629 | 62.950 | 22.347 | 30.963 | 46.726 | 48.098 | 14.352 |
| extranjeros | 1.776  | 1.775  | 1.592  | 1.792  | 1.265  | 996    | 948    | 755    | 0      | 0      | 0      | 0      | 3.052  |
| Total       | 85.053 | 85.855 | 73.472 | 74.951 | 67.798 | 55.207 | 63.577 | 63.705 | 22.347 | 30.963 | 46.726 | 48.098 | 17.404 |